# 凱利 (愛荷華州)
凱利（英語：Kelley）是一個位於美國愛荷華州斯托里縣的城市。

## 地理
凱利的座標為41°57′03″N 93°39′54″W / 41.95083°N 93.66500°W，而該地的平均海拔高度為314米（即1030英尺）。

## 人口
根據2010年美國人口普查的數據，凱利的面積為1.76平方千米，當中陸地面積為1.76平方千米，而水域面積為0.00平方千米。當地共有人口309人，而人口密度為每平方千米175人。